# Maksim Bahdanovič
Maksim Bahdanóvič (en bielorruso: Максім Багдановіч; Minsk, 9 de diciembre de 1891 – Yalta, 25 de mayo de 1917), fue un poeta, periodista y crítico literario bielorruso.

## Vida
Bahdanovič nació en Minsk en una familia de científicos. En 1892, la familia se muda a Hrodna donde su madre muere joven de tuberculosis.
En 1896, su padre, Adam Bahdanóvič viaja con sus hijos a Nizhni Nóvgorod, Rusia. Es entonces cuando Maksim escribe sus primeros poemas. Durante la Revolución de 1905 participó activamente en las huelgas.
En 1907, publica su primera novela Muzyka.
En junio de 1908, la familia del poeta se desplaza a Yaroslavl. Tras finalizar su formación escolar en 1911 Bahdanovič viaja a Bielorrusia para conocer a importantes figuras de la literatura Bielorrusa: Vacłaŭ Łastoŭski, Ivan Łuckievič y Anton Łuckievič. 
Ese mismo año comienza los estudios de abogacía en el Liceo de Yaroslavl. Durante sus estudios trabaja en un periódico, escribe numerosas obras de literatura y publica con éxito tanto en Rusia como en Bielorrusia.
A comienzos de 1914, su libro de poemas, Vianok, se publica en Vilna.
En el verano de 1916, viaja a Minsk para trabajar en la administración local.
En febrero de 1917, viaja a Crimea para ser tratado de tuberculosis, pero la enfermedad acabará con su vida ese año en Yalta. 
Sus poemas se conservaban en la casa paterna pero la colección sufrió graves daños durante la Guerra civil rusa en 1918.